# جبريل دا سيلفا دياز
جبريل دا سيلفا دياز (بالبرتغالية: Gabriel da Silva Dias‏) هو لاعب كرة قدم برازيلي، ولد في 17 نوفمبر 1980 في بيلوتاس في البرازيل. شارك مع منتخب البرازيل لكرة الصالات. أما مع النوادي، فقد لعب مع نادي برشلونة لكرة القدم داخل الصالات.

## وصلات خارجية
- جبريل دا سيلفا دياز على موقع الاتحاد الدولي (مؤرشف)  (الإنجليزية)